# لويز شوفالييه
لويز شوفالييه (بالفرنسية: Louise Chevalier )‏ (و. 1897 – 1986 م) هي ممثلة، من فرنسا، ولدت في باريس، توفيت في باريس، عن عمر يناهز 89 عاماً.

## وصلات خارجية
- لويز شوفالييه على موقع IMDb (الإنجليزية)
- لويز شوفالييه على موقع ألو سيني (الفرنسية)
- لويز شوفالييه على موقع أول موفي (الإنجليزية)
- لويز شوفالييه على موقع قاعدة بيانات الأفلام السويدية (السويدية)
- لويز شوفالييه على موقع قاعدة بيانات الفيلم (الإنجليزية)
- لويز شوفالييه على موقع كينوبويسك (الروسية)